# Kim Gumil
Kim Gumil (hangul: 김금일, handzsa: 金琴, RR: Kim Kum-il; Phenjan, 1987. október 10. –) észak-koreai válogatott labdarúgó.

## Pályafutása

### Klubcsapatban
2005 és 2017 között az Április 25 csapatában játszott, melynek színeiben öt alkalommal (2011, 2012, 2013, 2015, 2017) nyerte meg az észak-koreai bajnokságot. 

### A válogatottban
2005 és 2010 között 16 alkalommal játszott az észak-koreai válogatottban és 1 gólt szerzett Részt vett a 2010-es világbajnokságon, ahol a Brazília és a Portugália elleni csoportmérkőzésen csereként lépett pályára. Elefántcsontpart ellen nem kapott lehetőséget.

#### Gólja a válogatottban
| # | Dátum              | Helyszín          | Ellenfél    | Eredmény | Végeredmény | Kiírás              |
| - | ------------------ | ----------------- | ----------- | -------- | ----------- | ------------------- |
| 1 | 2007. december 24. | Bangkok, Thaiföld | Üzbegisztán | 2–2      | Gy          | 2007-es Király-kupa |